# Cristhian Martínez (cyclisme)
Pour les articles homonymes, voir Martínez.
Cristhian Martínez,, né le 30 août 1995, est un coureur cycliste hondurien.

## Biographie
Au cours de sa carrière, Cristhian Martínez participe à des compétitions sur route, en VTT et en gravel. Son palmarès comprend divers titres de champion national du Honduras. Il représente également son pays natal aux Jeux d'Amérique centrale et des Caraïbes en 2023. 

## Palmarès sur route

### Par année
- 2018
  - 3e du championnat du Honduras sur route
- 2019
  -  Champion du Honduras sur route
- 2020
  - 2e du championnat du Honduras sur route
  - 3e du championnat du Honduras du contre-la-montre
- 2022
  -  Champion du Honduras sur route
  -  Champion du Honduras du contre-la-montre
- 2024
  - 2e du championnat du Honduras sur route
  - 3e du championnat du Honduras du contre-la-montre

### Classements mondiaux
| Année            | 2022 | 2023 | 2024 |
| ---------------- | ---- | ---- | ---- |
| UCI America Tour | 67e  | 310e | 129e |

## Palmarès en VTT
- 2021
  - 2e du championnat du Honduras de cross-country
- 2022
  - 3e du championnat du Honduras de cross-country short track
  - 3e du championnat du Honduras de cross-country
- 2023
  - 3e du championnat du Honduras de cross-country short track
  - 3e du championnat du Honduras de cross-country
- 2024
  -  Champion du Honduras de cross-country eliminator
  - 2e du championnat du Honduras de cross-country
  - 3e du championnat du Honduras de cross-country short track
- 2025
  - 2e du championnat du Honduras de cross-country
  - 2e du championnat du Honduras de cross-country short track